# Valero Rivera (Handballspieler, 1985)
Valero Rivera Folch (* 22. Februar 1985 in Barcelona) ist ein spanischer Handballspieler und Sohn der Handballtrainer-Legende Valero Rivera (* 1953). Er wird auf der Spielposition Linksaußen eingesetzt.

## Vereinskarriere
Der 1,86 m große Linksaußen begann mit dem Handballspiel in der Jugend des FC Barcelona. Ab 2001 gehörte er auch dem Profi-Kader an, mit dem er 2003 die Liga ASOBAL, den EHF-Pokal 2003/04 sowie die EHF Champions League 2004/05 gewinnen konnte.
Nach mehreren Stationen in Spanien wechselte er 2010 zum französischen Verein HBC Nantes, mit dem er ins Finale des EHF Europa Pokal 2012/13 vordringen konnte. In den Saisons 2011/12 und 2012/13 wurde er zweitbester Torschütze der Liga. 2011/12 wurde er zusätzlich zum besten Spieler gewählt.
Im Sommer 2016 kehrte er zum FC Barcelona zurück. Mit Barcelona gewann er 2017 und 2018 sowohl die spanische Meisterschaft als auch den spanischen Pokal.
Seit dem Sommer 2018 läuft er erneut für Nantes auf. Mit dem HBC gewann er im Dezember 2021 die Coupe de la Ligue, 2022 den Trophée des Champions sowie 2023 und 2024 die Coupe de France. Im April 2025 warf er sein insgesamt 2000. Tor in der französischen Liga.

## Auswahlmannschaften
Mit der Spanischen Nationalmannschaft wurde er bei der Weltmeisterschaft 2013 in Spanien mit seinem Vater als Nationaltrainer Weltmeister. Ein Jahr zuvor stand er im 15er-Kader für die Olympischen Spiele 2012 in London, wurde aber nicht eingesetzt. Bei der Europameisterschaft 2014 in Dänemark gewann er Bronze. 2018 wurde er mit der spanischen Mannschaft Europameister. Bis Juli 2021 bestritt er 113 Partien für Spanien.